# Jerzy Żak
Jerzy Żak (ur. 8 października 1937 w Olejowie k/Tarnopola, zm. 16 listopada 2014 w Krynicy Zdroju) – polski artysta fotograf. Członek Okręgu Górskiego Związku Polskich Artystów Fotografików. Członek Rzeszowskiego Towarzystwa Fotograficznego.

## Życiorys
Jerzy Żak pedagog i absolwent Wydziału Filozoficzno-Historyczego Uniwersytetu Jagiellońskiego, związany z krynickim środowiskiem fotograficznym, od początku lat 70. XX wieku mieszkał, pracował i tworzył w Krynicy-Zdroju – fotografował od 1959 roku. Był pracownikiem naukowo-dydaktycznym rzeszowskiej Wyższej Szkoły Pedagogicznej. W latach 1973–1990 był dyrektorem Liceum Ogólnokształcące im. mjr. Henryka Sucharskiego w Krynicy-Zdroju. Szczególne miejsce w jego twórczości zajmowała fotografia krajobrazowa, fotografia krajoznawcza – m.in. Krynicy i okolic, Beskidu Niskiego, Beskidu Sądeckiego, Bieszczadów.
Jerzy Żak jest autorem i współautorem wielu wystaw fotograficznych; indywidualnych i zbiorowych oraz poplenerowych. Jego fotografie były prezentowane na wielu wystawach pokonkursowych, na których otrzymywały wiele akceptacji, nagród, wyróżnień, dyplomów i listów gratulacyjnych. Jest autorem kilku albumów fotograficznych o tematyce krajobrazowej, krajoznawczej. Uczestniczył w pracach jury – w konkursach fotograficznych. W 1971 roku został przyjęty w poczet członków Okręgu Górskiego Związku Polskich Artystów Fotografików. 
W 2001 album Ule i Pasieki w Polsce  w którym autorem fotografii jest Jerzy Żak, a autorem tekstu Maciej Rysiewicz zdobył złoty medal na Międzynarodowym Kongresie Pszczelarskim Apimondia w Republice Południowej Afryki.
Jerzy Żak zmarł 14 listopada 2014 roku w Krynicy-Zdroju po długiej i ciężkiej chorobie – pochowany 16 listopada na cmentarzu w Powroźniku.

## Publikacje (albumy)
- Łemkowie i Łemkowszczyzna. Wydawca: Sądecki Bartnik (2014)[13]
- Krynica i okolice (1992)